# Bölcske
Bölcske är en ort i Ungern.   Den ligger i provinsen Tolna, i den centrala delen av landet, 80 km söder om huvudstaden Budapest. Bölcske ligger 99 meter över havet och antalet invånare är 2 946.